# إدي مابل
إدي مابل (بالإنجليزية: Eddie Maple)‏ هو فارس أمريكي، ولد في 8 نوفمبر 1948 في كارولتون في الولايات المتحدة.